# Slim Dziri
Slim Dziri, de son vrai nom Slim Jaziri (arabe : ﺴﻠﻴﻢ الجزيري), né le 5 août 1875 à Tunis et mort le 18 novembre 1953 au Bardo, est un homme politique tunisien. Il a été ministre plénipotentiaire d'Ahmed II Bey de 1929 à 1935.

## Biographie

### Origines
Turkyn Youldache, ancêtre d'origine greco-turque d'une dynastie de hauts dignitaires de la cour beylicale tunisienne, exerce la fonction de agha (commandant en chef de la milice turque) en Algérie. Il arrive à Tunis vers 1635 où, très proche des beys mouradites, il se marie à une princesse de la dynastie.
Leur fils, né à Tunis et portant le nom d'Ali, devient commandant militaire à la tête des troupes algériennes. À l'époque du dey d'Alger, il se distingue dans les combats livrés à Oran et Mers el-Kébir, ainsi que dans les combats menés contre les Espagnols. Hussein Ier Bey, fondateur de la dynastie husseinite succédant aux Mouradites, lié par une grande amitié avec Ali Youldache et connaissant son courage, son génie militaire et son impétuosité dans le combat, lui confie la garde de ses enfants. Se sentant en sécurité en Algérie, Ali les y amène mais l'exode rend la vie difficile pour lui et les enfants. Hussein Ier Bey meurt assassiné, remplacé par Ali Ier Pacha qui meurt lui aussi assassiné le 22 septembre 1756. Pour rétablir l'ordre, Ali rentre à Tunis avec Mohamed Rachid Bey, ami fidèle et fils d'Hussein Bey. Prétendant au trône, Mohamed Rachid Bey est proclamé bey de Tunis ; les notables tunisiens, de par le respect et l'estime qu'ils portent à Ali Youldache, le surnomment Jaziri (communément prononcée Dziri) ; c'est ainsi que le nom Youldache finit par disparaître au profit du nom de Dziri. Ali Dziri est alors nommé par le bey comme caïd de l'Aâradh (actuel gouvernorat de Gabès) ; il obtient aussi la ferme des peaux et cuirs de Dar al-Jild de la part d'Hammouda Pacha. Dans ses fonctions, Ali Dziri sauve Djerba du pillage des troupes d'Ali Burghul, usurpateur de Tripoli, en 1794. Il meurt à un âge fort avancé, le 7 septembre 1800. Durant sa vie, il fait construire le Dar Al Jaziri (Dar Dziri), riche palais de Tunis surnommé aussi Beit Chaâr (Maison de la poésie), et le tourbet Dziri (en face du Dar Lasram), respectivement sa résidence principale et le monument funéraire de sa famille.
N'ayant pas d'héritier mâle, il marie sa fille à son mamelouk Abou al Abbes Ahmed Al Jaziri (Géorgien d'origine mort en 1849), devenu bach-agha (commandant militaire), et lui donne son nom. Les Dziri contemporains sont ainsi les descendants de la fille d'Ali ; les petits-fils de ce dernier joueront un rôle important au service des beys. Premier petit-fils d'Ahmed Dziri, le général de division Younes Dziri (gouverneur de Béja) se marie à Lella Henani Lasram ; leur fils, le général de division, Hamda Dziri, se marie à Lella Dadou Ben Jaâfar qui enfante Slim Dziri. Sous le règne de Naceur Bey (1906-1922), le futur Ahmed II Bey lui accorde la main de sa fille, la princesse Lella Saryfa,.

### Fonctions
Il a exercé les fonctions de ministre plénipotentiaire, général de division, chef du protocole du gouvernement tunisien, président de l'administration privée d'Ahmed II Bey et préfet du palais beylical.

### Carrière et décorations
Avant d'être nommé en 1899 comme préposé chef des contributions diverses à Jemmal (Sahel tunisien) puis Sfax, Slim est un agent des services financiers puis un agent des travaux publics en 1903. Quelque temps plus tard, il devient interprète au service topographique des travaux publics. C'est grâce à son expérience, son honnêteté et sa loyauté dans ses relations que Slim Dziri parvient à occuper des postes de haute importance dans la fonction publique tunisienne sous les règnes de Habib Bey (1922–1929) puis Ahmed II Bey (1929–1942).
Le jour de son accession au trône, le 11 février 1929, Ahmed II Bey fait venir Dziri au palais et le désigne comme son secrétaire particulier en raison de la grande amitié qui les lie. Le même mois, il lui décerne le grade de général de division. Il devient aussi gouverneur légal de tous les princes et princesses de la famille beylicale et finit par devenir président de l'administration privée du bey par le décret du 21 mars 1929.
Décoré du titre de commandeur de l'ordre national de la Légion d'honneur, par le décret du 7 juillet 1934, Dziri est promu comme directeur des services intérieurs et chef des palais et du protocole par le décret du 29 juillet 1935.

Il est ensuite nommé ministre plénipotentiaire. Une fois la nouvelle de sa nomination connue, la société de natation La Méduse organise une grande manifestation en l'honneur de son président d'honneur ; toutes les sociétés musicales et sportives de Tunis et de sa banlieue y sont présentes, de même que des représentants du bey et du résident général de France, les hauts fonctionnaires militaires et civils et tous les caïds-gouverneurs. Parmi les allocutions et les félicitations verbales ou écrites adressées au ministre figure ce passage : 
« Monsieur le Ministre,
En cette journée historique nous venons vous présenter nos très respectueuses félicitations et mêler notre joie à celle que peut éprouver, à juste titre, votre confiance de notre souverain bien-aimé. Grâce à votre dévouement éclairé, perspicace et à votre loyalisme qui ne s'est jamais démenti même dans les moments les plus critiques et dans les situations les plus dangereuses pour votre personne, Votre excellence a su discerner la meilleure voie pour la collaboration franche et la bonne entente entre les deux gouvernements. Votre passé et votre talent sont double garantie pour l'avenir et nous donnent l'assurance que ces fonctions n'ont jamais rencontré un titulaire plus éminent. En les acceptant, vous nous indiquez votre ferme volonté de continuer à travailler pour le bonheur de la Tunisie indissolublement lié à la France et d'être le vrai trait d'union entre la France, la Tunisie et l'islam. »

### Ascension puis chute
Le général Dziri devient le compagnon quotidien, le favori et l'éminence grise d'Ahmed II Bey. En quelques années, il acquiert une influence croissante au palais. Toutefois, le 4 octobre 1935, il est révoqué de toutes ses fonctions par ordre du résident général de France, Marcel Peyrouton, et placé sous résidence surveillée dans le sud de la Tunisie (Gabès puis Djerba). Sous la pression administrative et la menace, il cède ses fonds personnels, biens mobiliers et immobiliers contre une somme très symbolique au profit du bey que l'on avait persuadé de la malhonnêteté de son ministre. En tant que préfet du palais, on lui impute en effet deux ordres de faits : abus de mandat et acte de concussion.
Il s'agit pour Peyrouton de se venger du rapport verbal de Dziri sur son inconduite, du refus de la part de Dziri de la nomination de Bertholle au poste de directeur auprès du gouvernement tunisien et enfin du soutien de Dziri au Néo-Destour. Dziri juge en effet que Bertholle ne possède pas les qualités requises pour ce poste, décision néanmoins approuvée par le bey et le grand vizir Hédi Lakhoua. Ce refus est donc qualifié d'acte d'indiscipline par Peyrouton. Dès lors, Dziri est éloigné du palais beylical afin de faciliter sa chute et de monter le bey contre lui.

Peyrouton envoie une communication par télégramme à son supérieur, le président du Conseil Pierre Laval : 
« C'est une excellente leçon pour la société musulmane le fait de battre en brèche l'intendant, l'ascendant, le confident et le favori du monarque, cela sera une démonstration par l'absurde pour tous ceux qui réclament la formule « la Tunisie aux Tunisiens », ils auront là un bref aperçu que la Régence est sous notre contrôle. »
 Contrairement à la propagande selon laquelle le bey de Tunis a limogé et dépossédé de tous ses biens et fondations son homme de confiance et confident, Ahmed II Bey n'a entrepris aucune action contre lui et est resté en dehors du stratagème de Peyrouton, de peur de se voir détrôné et déporté par ce dernier. Son silence et sa neutralité lui ont prévalu une récompense sans mesure, à savoir l'inscription des biens et fondations du général à son nom.
À défaut d'armes judiciaires, l'administration du protectorat se voit dans l'obligation de recourir à une pression administrative marquée par une violence morale reconnue dans une correspondance suggestive échangé entre le secrétaire général du gouvernement tunisien et Bertholle d'une part, Dupla et Conty de la résidence générale et Clement (ami de Bertholle) d'autre part. Les instructions suivies par le délégué à la justice démontrent l'innocence du général Dziri, les accusations n'étant ni recevables, ni vraisemblables, ni même possibles.

## Décorations
Slim Dziri a été honoré par plusieurs décorations tunisiennes, françaises et étrangères, dont :
| Légion d'honneur                            | Commandeur de la Légion d'honneur                      |
| Ordre des Palmes académiques                | Commandeur de l'ordre des Palmes académiques           |
| Ordre des Arts et des Lettres               | Commandeur de l'ordre des Arts et des Lettres          |
| Ordre du Mérite agricole                    | Commandeur de l'ordre du Mérite agricole               |
| Ordre du Dragon d'Annam                     | Commandeur de l'ordre du Dragon d'Annam (France)       |
| Étoile noire du Bénin                       | Commandeur de l'ordre de l'Étoile noire (Bénin/France) |
| Nichan Iftikhar                             | Grand-croix de l'Ordre du Nichan Iftikhar (Tunisie)    |
| Ordre de Saint-Stanislas                    | Ordre de Saint-Stanislas (Pologne)                     |
| Ordre de Léopold                            | Commandeur de l'ordre de Léopold (Belgique)            |
| Ordre de Saint-Charles                      | Commandeur de l'ordre de Saint-Charles (Monaco)        |
| Ouissam alaouite                            | Grand officier de l'ordre du Ouissam alaouite (Maroc)  |
| Médaille commémorative des mille de Marsala | Médaille commémorative des mille de Marsala            |

- Grand-croix du Nichan Âhed El Aman El Mourassaâ